# Eduardo Dieste
Œuvres principales
Leyendas de música (1911)
Teseo (1925)
Eduardo Dieste Gonçalves, né à Rocha en 1881 et mort à Montevideo le 2 septembre 1954, était un écrivain, critique littéraire et diplomate uruguayen. 

## Biographie
Il est né en Uruguay, mais il a vécu en Galice, en Espagne. Son frère était l'écrivain galicien Rafael Dieste.
Il est retourné à l'Uruguay en 1911, où il a développé ses compétences en écriture. Il a servi comme consul de l'Uruguay à Londres entre 1927 et 1931. Il a également été consul de l'Uruguay en Espagne, à New York, à San Francisco et à Santiago du Chili.

## Œuvres
- Leyendas de música (1911)
- Teseo (1925)
- Buscón poeta y su teatro (1933)
- Teseo II (1938)